# Lucoli
Lucoli là một đô thị thuộc tỉnh L'Aquila trong vùng Abruzzo Ý. Đô thị này có diện tích 109 km², dân số 963 người. Các làng trực thuộc: Collimento, Casamaina, Lucoli Alto, Vado Lucoli, Spogna, Spognetta, Colle, Casavecchia, Piaggia, Prata, Peschiolo, Santa Croce, Francolisco, Santa Menna, Sant'Andrea, Prato Lonaro.
Các đô thị giáp ranh gồm: Borgorose (RI), L'Aquila, Rocca di Cambio, Rocca di Mezzo, Tornimparte